# O Pecado Mora em Frente
O pecado mora em frente é o primeiro episódio da segunda temporada da série de televisão brasileira de comédia de situação Os Caras de Pau, e o trigésimo oitavo episódio da série em geral. Foi dirigido por Márcio Trigo, e escrito por Chico Soares e Marcius Melhem. O episódio foi originalmente exibido pela Rede Globo em 3 de abril de 2011, marcando a primeira aparição de Alexandra Richter na série.

## Produção
"O pecado mora em frente" é o primeiro episódio da segunda temporada da série de televisão Os Caras de Pau. Foi escrito pelo criador da série Chico Soares em parceria com o ator Marcius Melhem, e dirigido por Márcio Trigo. "O pecado mora em frente" foi ao ar em 3 de abril de 2011 na Rede Globo como o episódio de estreia da da segunda temporada do show e o trigésimo oitavo episódio da série em geral.

## Enredo
Jorginho (interpretado por Leandro Hassum) e Pedrão (interpretado Marcius Melhem) são surpreendidos com uma bela e atraente notícia. Os dois conhecem Babi (interpretada por Alexandra Richter), a nova moradora do apartamento ao lado, que os deixa de queixo caído.
Já enturmados com a vizinha, a dupla está prestes a ser despejada e decide procurar um novo abrigo. Os dois contam com a ajuda de Babi nessa busca. Mas como já é de praxe, a situação acaba em confusão.

## Audiência
Em sua exibição original, o episódio obteve 13 pontos, maior audiência de estréias de temporada da série, superior aos episódios "Ovos do Ofício" e "Dois perdidos numa praia limpa" que marcaram 10 e 11 pontos respectivamente.